# Waldemar Linke
Waldemar Linke CP (ur. 14 kwietnia 1966 w Stupsku) – kapłan z zakonu pasjonistów, biblista.

## Życiorys
Alumn Niższego Seminarium Duchownego Diecezji Płockiej. Pierwszą profesję złożył 15 września 1988 r. Święcenia kapłańskie przyjął 16 kwietnia 1992 r. Ukończył z tytułem licencjata studia w Papieskim Instytucie Biblijnym w Rzymie (1995). Doktorat z teologii biblijnej uzyskał na Uniwersytecie Kardynała Stefana Wyszyńskiego w Warszawie w 2002 na podstawie pracy Jerozolima jako miejsce i uczestnik sądu w Apokalipsie św. Jana (promotor ks. dr hab. Jan Załęski). W 2014 po odbyciu kolokwium w siedzibie Wydziału Teologicznego UKSW w Warszawie uzyskał stopień doktora habilitowanego na podstawie rozprawy Literacka ojczyzna Tobiasza. Tło kulturowe Tb jako klucz teologicznej lektury księgi. Wykładowca na Wydziale Teologicznym UKSW. Prowadzi też zajęcia na Papieskim Wydziale Teologicznym w Warszawie (Sekcja św. Jana Chrzciciela). Członek zwyczajny Stowarzyszenia Biblistów Polskich. Redaktor naczelny rocznika Słowo Krzyża, poświęconego teologii krzyża oraz duchowości i historii pasjonistów. Autor wielu prac naukowych. Przełożony polskiej prowincji pasjonistów w latach 2010–2018.

## Wybrane publikacje

### Książki autorskie
- Apokalipsa – fresk czy poemat? O czytaniu Apokalipsy jako tekstu poetyckiego, Kalisz 1997
- Jerozolima jako miejsce i uczestnik sądu Bożego w Apokalipsie według św. Jana, Warszawa 2005
- Lectio divina. Czy drabina do raju jest tylko dla mnichów?, 2013
- Literacka ojczyzna Tobiasza. Tło kulturowe Tb jako klucz teologicznej natury księgi, Warszawa 2013

### Prace redakcyjne
- Przeżyć własną śmierć. Sylwetka duchowa i wybrane pisma św. Pawła od Krzyża, Warszawa 1999
- „Zachować żywą pamięć o męce Jezusa”. Materiały z konferencji poświęconej duchowości św. Pawła od Krzyża, Warszawa, 29 listopada 2003. Praca zbiorowa, Kielce 2004 (współred. o. Marek Miotk)
- Pierwsze łacińskie komentarze do Apokalipsy: Hipolit, Wiktoryn, Hieronim, Tykoniusz, Warszawa 2011 (współred. Dominika Budzanowska)